# Брокен-Ханд-Пик
Брокен-Ханд-Пик (англ. Broken Hand Peak) — горная вершина в хребте Сангр де Кристо Скалистых гор Северной Америки. Четырёхтысячник высотой 4137 метров расположен на границе округов Сауач и Кастер штат Колорадо, США.

## Название
Брокен-Ханд-Пик получил своё название в память о Томасе Фицпатрике, настоящем маунтинмене.
Фицпатрик в возрасте 17 лет иммигрировал в Соединенные Штаты из Ирландии, а в 1822 году, в возрасте 23 лет, он присоединился к экспедиции во главе с Уильямом Эшли для исследования истоков Миссури. Экспедиция достигла своей цели только весной следующего года. К этому времени, Фицпатрик заработал репутацию маунтинмена, однажды даже спас экспедицию от нападения черноногих индейцев.
После успеха экспедиции, Эшли назначил Фицпатрика лидером экспедиции по поиску новых путей через Скалистые горы. В результате этой экспедиции был открыт перевал в южной части хребта Уинд-Ривер.
Своё прозвище «сломанная (изувеченная) рука» (англ. Broken hand) Фицпатрик получил в 1826 году, когда в его руках взорвался мушкет, оторвав два пальца. Индейцы не-персе назвали его «сломанная (изувеченная) рука, вождь всех маунтименов».
Кроме того, известность Томасу Фицпатрику принесли ряд экспедиций на запад, вплоть до Форта Ванкувер, разведка части Орегонской тропы и служба в качестве индейского агента для экспедиций Джона Фримонта вместе с ещё более известным Китом Карсоном, которого он встретил в Санта-Фе в 1841 году.

## Общая информация
Брокен-Ханд-Пик — один из первых пиков, который встречает туристов со стороны городка Спринг-Крик, штат Колорадо. Его отвесная восточная стена является хорошей демонстрацией горных пород в этом районе. Западный склон травянистый и более пологий. «Брокен-Ханд» (дословный перевод «сломанная рука») — подходящее имя для этого пика, потому что его вершина и северо-западный хребет похож на руку. В частности, отдельно стоящую вершину на восточной стороне часто называют «большой палец».
Брокен-Ханд-Пик — скромный юго-западный сосед горы Крестон-Нидл. Поскольку перевал между этими горами используется в стандартном маршруте восхождения на Крестон-Нидл, 209-й в Колорадо по высоте пик всегда будет ассоциироваться с этим гигантом. Безусловно, изюминку подъёма на гору и красивые виды, турист получит на Крестон Нидл.
По сравнению с Крестон Нидл, Брокен-Ханд-Пик лёгок для восхождения. При условии хорошего ориентирования на маршруте, восхождение на Брокен-Ханд-Пик по сложности не превысит класс 2+ по Йосемитской десятичной системе, но скорее всего, в конечном итоге, туристу придётся скрэмблировать на одном — двух участках. На вершину Брокен-Ханд-Пика существует несколько маршрутов, наиболее популярный маршрут по гребням западного склона проходит на 30 метров ниже маршрута через западный перевал Брокен-Ханд. Этот пик сам по себе является хорошим направлением, но учитывая что маршрут на него является частью маршрута на 4327 метров (как часть маршрута на Крестон Нидл), объединение этих двух вершин в одном треке будет разумным выбором.

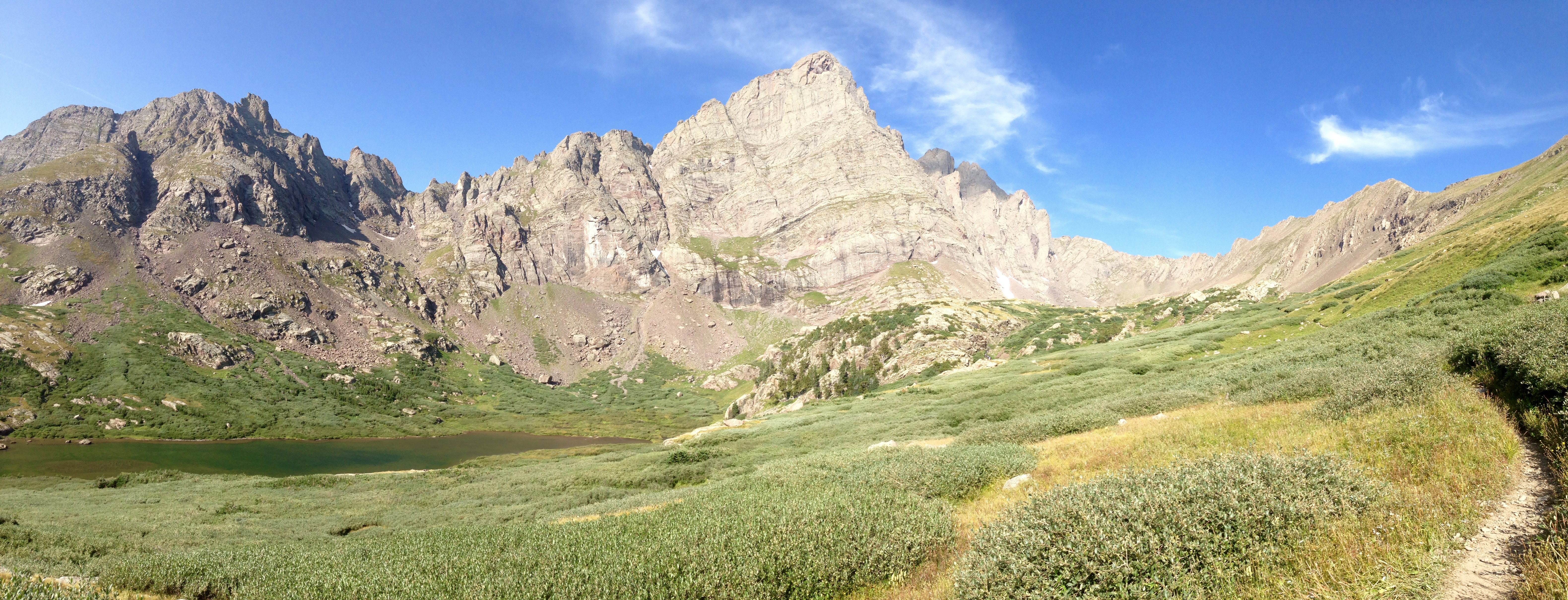
Брокен-Ханд-Пик, перевал Брокен-Ханд и Крестон-Нидл.